# Hasselbach, Altenkirchen
Hasselbach là một đô thị thuộc huyện Altenkirchen, trong bang Rheinland-Pfalz, phía tây nước Đức. Đô thị Hasselbach, Altenkirchen có diện tích 5,76 km², dân số thời điểm ngày 31 tháng 12 năm 2006 là 332 người.